# 12e étape du Tour de France 1919
Pour un article plus général, voir Tour de France 1919.
La 12e étape du Tour de France 1919 s'est déroulée le 21 juillet.
Les coureurs relient Genève (Suisse) à Strasbourg, au terme d'un parcours de 371 kilomètres.
L'Italien Luigi Lucotti remporte la première de ses deux victoires d'étape dans cette édition tandis que le Français Eugène Christophe conserve la tête du classement général.

## Parcours
Après le départ de Genève (Suisse), les coureurs abordent la principale difficulté de la journée avec l'ascension du col de la Faucille par Gex avant de redescendre vers La Cure et Morez. La seconde ascension vers Chapelle-des-Bois précède un fin d'étape vallonnée, en descente, vers Strasbourg, passant par Chaux-Neuve, Mouthe, Labergement-Sainte-Marie, Pontarlier, Montbenoît, Morteau, Le Russey, Saint-Hippolyte, Pont-de-Roide, Montbeliard, Belfort, Soppe-le-Bas, Mulhouse, Bollwiller, Colmar, Schlestadt (Sélestat) et Benfeld.

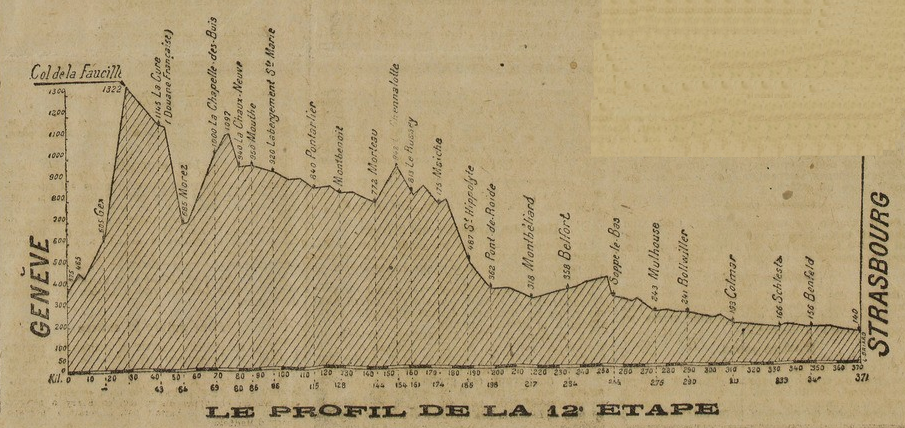
Le profil de la 12e étape paru dans L'Auto le 20 juillet 1919

## Classements

### Classement de l'étape
| \| Classement de l'étape \| Classement de l'étape \| Classement de l'étape \| Classement de l'étape \| Classement de l'étape \| \| Coureur \| Coureur \| Pays \| Équipe \| Temps \| \| --------------------- \| --------------------- \| --------------------- \| --------------------- \| --------------------- \| \| 1er \| Luigi Lucotti \| Italie \| Bianchi \| 15 h 08 min 42 s \| \| 2e \| Jean Alavoine \| France \| Peugeot-Wolber \| \| \| 3e \| Léon Scieur \| Belgique \| La Sportive \| \| \| 4e \| Firmin Lambot \| Belgique \| La Sportive \| \| \| 5e \| Honoré Barthélémy \| France \| La Sportive \| \| \| 6e \| Paul Duboc \| France \| \| \| \| 7e \| Eugène Christophe \| France \| \| \| \| 8e \| Jules Nempon \| France \| \| \| \| 9e \| Jacques Coomans \| Belgique \| La Sportive \| \| \| 10e \| Joseph Van Daele \| Belgique \| La Sportive \| \| |                   |          |                |                  |
| |                   |          |                |                  |
| |                   |          |                |                  |
| Classement de l'étape |                   |          |                |                  |
| Coureur | Coureur           | Pays     | Équipe         | Temps            |
| 1er | Luigi Lucotti     | Italie   | Bianchi        | 15 h 08 min 42 s |
| 2e | Jean Alavoine     | France   | Peugeot-Wolber |                  |
| 3e | Léon Scieur       | Belgique | La Sportive    |                  |
| 4e | Firmin Lambot     | Belgique | La Sportive    |                  |
| 5e | Honoré Barthélémy | France   | La Sportive    |                  |
| 6e | Paul Duboc        | France   |                |                  |
| 7e | Eugène Christophe | France   |                |                  |
| 8e | Jules Nempon      | France   |                |                  |
| 9e | Jacques Coomans   | Belgique | La Sportive    |                  |
| 10e | Joseph Van Daele  | Belgique | La Sportive    |                  |

### Classement général
| \| Classement général \| Classement général \| Classement général \| Classement général \| Classement général \| \| Coureur \| Coureur \| Pays \| Équipe \| Temps \| \| ------------------ \| ------------------ \| ------------------ \| ------------------ \| ------------------ \| \| 1er \| Eugène Christophe \| France \| \| 182 h 25 min 38 s \| \| 2e \| Firmin Lambot \| Belgique \| La Sportive \| \| \| 3e \| Jean Alavoine \| France \| Peugeot-Wolber \| \| \| 4e \| Honoré Barthélémy \| France \| La Sportive \| \| \| 5e \| Léon Scieur \| Belgique \| La Sportive \| \| \| 6e \| Jacques Coomans \| Belgique \| La Sportive \| \| \| 7e \| Luigi Lucotti \| Italie \| Bianchi \| \| \| 8e \| Paul Duboc \| France \| \| \| \| 9e \| Alfred Steux \| Belgique \| La Sportive \| \| \| 10e \| Jules Nempon \| France \| \| \| |                   |          |                |                   |
| |                   |          |                |                   |
| |                   |          |                |                   |
| Classement général |                   |          |                |                   |
| Coureur | Coureur           | Pays     | Équipe         | Temps             |
| 1er | Eugène Christophe | France   |                | 182 h 25 min 38 s |
| 2e | Firmin Lambot     | Belgique | La Sportive    |                   |
| 3e | Jean Alavoine     | France   | Peugeot-Wolber |                   |
| 4e | Honoré Barthélémy | France   | La Sportive    |                   |
| 5e | Léon Scieur       | Belgique | La Sportive    |                   |
| 6e | Jacques Coomans   | Belgique | La Sportive    |                   |
| 7e | Luigi Lucotti     | Italie   | Bianchi        |                   |
| 8e | Paul Duboc        | France   |                |                   |
| 9e | Alfred Steux      | Belgique | La Sportive    |                   |
| 10e | Jules Nempon      | France   |                |                   |